# Blepharepium borealis
Blepharepium borealis là một loài ruồi trong họ Asilidae. Blepharepium borealis được James miêu tả năm 1939.